# Strada nazionale 25 dell'Alto Adige e del Passo di Resia
La strada nazionale 25 dell'Alto Adige e del Passo di Resia era una strada nazionale del Regno d'Italia, che congiungeva Bolzano all'Austria attraverso il passo di Resia.
Venne istituita nel 1923 con il percorso "Bolzano - Merano - Spondigna - Scludern - Confine al Passo di Resia".
Nel 1928, in seguito all'istituzione dell'Azienda autonoma statale della strada (AASS) e alla contemporanea ridefinizione della rete stradale nazionale, il suo tracciato costituì la parte terminale della strada statale 38 dello Stelvio (da Bolzano a Spondigna) e l'intera strada statale 40 del Passo di Resia (da Spondigna al passo di Resia).